# Georg Michael Kerschensteiner

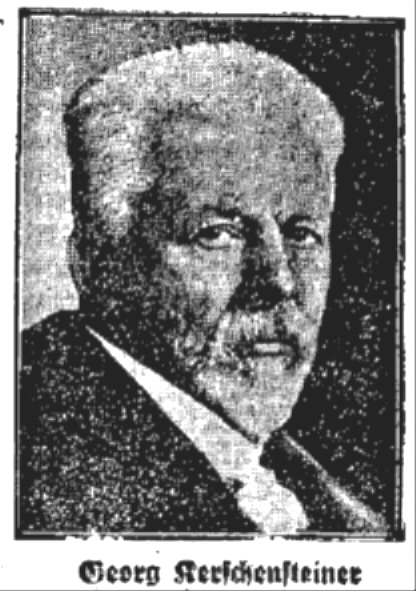
Georg Kerschensteiner

Georg Michael Kerschensteiner, född 29 juli 1854 i München, död där 15 januari 1932, var en tysk pedagog och matematiker.
Han tjänstgjorde som folkskollärare 1871-73, fullgjorde 1881 vid Münchens universitet statsexamen för lärarkompetens vid de högre läroverken inom de matematiska ämnena, blev 1883 filos. doktor och assistent vid Münchens meteorologiska centralanstalt, undervisade vid högre läroverk samt vid handelsskolan i Nürnberg och blev 1895 folkskoleinspektör i München.
Under hans chefskap ha hans fädernestads folkskolor kommit att intaga en särdeles framstående plats. Kerschensteiners två stora insatser i folkundervisningens metodik var dels en ny metod för teckningsundervisningen, en metod, som principiellt inte skiljer sig från den, som under samma epok användes vid Stockholms folkskolor, dels grundläggningen av Münchens utmärkta yrkesskolor, som tillgodose 30 olika yrken och sedan blev obligatoriska för den ungdom, som genomgått folkskolan, och avsåg inte bara yrkesskicklighetens höjande, utan även uppfostran till medborgerlighet.
Dessutom har han offentliggjort en mängd föredrag, som han hållit hemma och utomlands, till exempel i Stockholm 1910 på inbjudan af Pedagogiska sällskapet.

## Skrifter (urval)
- Staatsbürgerliche Erziehung der deutschen Jugend (4:e upplaga 1909)
- Betrachtungen zur Theorie des Lehrplanes (2:a upplaga 1901)
- Die Entwickelung der zeichnerischen Begabung (1905)
- Grundfragen der Schulorganisation (1907)
- Das Problem der Volkserziehung (i "Internationale Wochenschrift", 1908)